# Grant County, Wisconsin
Grant County är ett administrativt område i sydvästra delen av delstaten Wisconsin, USA, med 51 208 invånare. Den administrativa huvudorten (county seat) är Lancaster. Countyt är beläget omedelbart intill Mississippifloden.

## Geografi
Enligt United States Census Bureau har countyt en total area på 3 065 km². 2 973 km² av den arean är land och 92 km² är vatten.

### Angränsande countyn
- Crawford County, Wisconsin - nord
- Richland County, Wisconsin - nordost
- Iowa County, Wisconsin - öst
- Lafayette County, Wisconsin - öst
- Jo Daviess County, Illinois - sydost
- Dubuque County, Iowa - syd
- Clayton County, Iowa - väst

### Större orter
- Platteville med   10 000 invånare
- Lancaster – 4 100